# Списак градоначелника Берлина
Овај списак градоначелника Берлина показује све градоначелнике овог града у Немачкој од 1809. године.

## 1809-1948
Леополд фон Герлах
Јохан Бишинг
Фридрих фон Беренспрунг
Хајнрих Вилелм Краушник
Франц Кристијан Науним
Карл Теодор Зеидел
Артур Хобрехт
Макс фон Фрокенбек
Роберт Целе
Мартин Киршнер
Адолф Вермут
Густав Бус
Артур Шолц
Хајнрих Зам
Оскар Марецки
Јулијус Липерт
Лудвиг Штег
Артур Вернер
Ото Островски
Луис Шредер
Фердинанд Фриденсбург

## 1948-1989(Источни Берлин)
Фридрих Еберт
Херберт Фехнер
Ерхард Крак

## Од1948(Западни Берлин и после уједињења)
Ернст Ројтер (СПД, 1948-1953)
Валтер Шрајбер (ХДУ, 1953-1955)
Ото Зур (СПД, 1955-1957)
Вили Брант (СПД, 1957-1966)
Хајнрих Алберц (СПД, 1966-1967)
Кралус Шиц (СПД, 1967-1977)
Дитрих Штобе (СПД, 1977-1981)
Ханс-Јохен Фогел (СПД, 1981)
Ричард фон Вајцзекер (ХДУ, 1981-1984)
Еберхарт Дипген (ХДУ, 1984-1989)
Валтер Момпер (СПД, 1989-1991)
Еберхард Дипген (ХДУ, 1991-2001)
Клаус Воверајт (СПД) (од 2001)